# ソル・イェジ
ソル・イェジ（朝: 설예지、英: Seol Ye-ji、1996年8月26日 - ）は、大韓民国の女子カーリング選手。ソウル特別市出身。グランドスラム・オブ・カーリング優勝1回。議政府CC所属。リードのソル・イェウンは双子の実妹。

## 戦績

### 韓国代表
- 世界女子カーリング選手権
  - 2024年シドニー（ カナダ）-  銅メダル
- パンコンチネンタルカーリング選手権
  - 2023年ケロウナ（ カナダ）-  金メダル
- パシフィックアジアカーリング選手権
  - 2019年深圳（ 中国）-  銅メダル

### ワールドカーリングツアー

#### グランドスラム
- 2021年マスターズ - 予選敗退
- 2021年ナショナル - 予選敗退
- 2022年プレーヤーズ選手権 - 予選敗退
- 2022年チャンピオンズカップ - 準優勝
- 2022年ツアーチャレンジ - ベスト4
- 2022年ナショナル - ベスト8
- 2022年マスターズ - ベスト4
- 2023年カナディアン・オープン - ベスト4
- 2023年プレーヤーズ選手権 - ベスト4
- 2023年チャンピオンズカップ - 予選敗退
- 2023年ツアーチャレンジ - ベスト8
- 2023年マスターズ - ベスト8
- 2023年ナショナル - 優勝
- 2024年1月カナディアン・オープン - ベスト8
- 2024年プレーヤーズ選手権 - ベスト4

## チーム

### 4人制女子
| シーズン | フォース       | サード       | セカンド       | リード         | リザーブ       |
| -------- | -------------- | ------------ | -------------- | -------------- | -------------- |
| 2014–15  | チョン・ユジン | ソル・イェジ | ソル・イェウン | 金超喜         | キム・ジヒョン |
| 2018–19  | キム・ウンジ   | オム・ミンジ | ソル・イェウン | キム・スジ     | ソル・イェジ   |
| 2019–20  | キム・ウンジ   | オム・ミンジ | キム・スジ     | ソル・イェウン | ソル・イェジ   |
| 2020–21  | キム・ウンジ   | ソル・イェジ | キム・スジ     | ソル・イェウン | パク・ユビン   |
| 2021–22  | キム・ウンジ   | ソル・イェジ | キム・スジ     | ソル・イェウン | パク・ユビン   |
| 2022–23  | キム・ウンジ   | キム・ミンジ | キム・スジ     | ソル・イェウン | ソル・イェジ   |
| 2023–24  | キム・ウンジ   | キム・ミンジ | キム・スジ     | ソル・イェウン | ソル・イェジ   |